# Rock et Belles Oreilles
 (juillet 2015).
Si vous disposez d'ouvrages ou d'articles de référence ou si vous connaissez des sites web de qualité traitant du thème abordé ici, merci de compléter l'article en donnant les références utiles à sa vérifiabilité et en les liant à la section « Notes et références ».
Rock et Belles Oreilles (aussi appelé RBO) est un groupe humoristique québécois réputé pour son humour cinglant, parfois raffiné, parfois vulgaire ou attirant la controverse. Formé le 15 mai 1981, il connaît ses heures de gloire dans les années 1980 jusqu'à sa séparation. Bien qu'officiellement dissous le 3 mai 1995, le groupe se réunira tout de même par la suite à certaines occasions.
Les membres de RBO sont Guy A. Lepage, André Ducharme, Bruno Landry, Yves P. Pelletier, Richard Z. Sirois (1981-1987) et Chantal Francke (1987-1994).

## Historique

### La radio (1981-1986)
Le groupe naît en 1981, alors que Richard Z. Sirois et Guy A. Lepage animent à CIBL-FM, une radio communautaire de Montréal, une nouvelle émission portant sur l'histoire du rock. Le titre initialement proposé est Le rock de A à Z, mais l'émission s'intitulera finalement Rock et Belles Oreilles (en référence au personnage de dessin animé Roquet belles oreilles).
Très vite, l'émission perd son côté sérieux et les deux comparses plaisantent en ondes. Ils recrutent Bruno Landry, Yves P. Pelletier et André Ducharme, qui se joignent à leur émission. Chantal Francke les accompagne à l'occasion, quelques semaines plus tard (elle se joindra officiellement au groupe en 1987).
Après une apparition en première partie d'Offenbach lors du Salon de la jeunesse au Vélodrome olympique de Montréal, le groupe tient la Tournée mondiale des cégeps, et tente, ensuite, une percée à la radio commerciale. Après avoir essuyé un premier refus, les membres obtiennent finalement leur propre émission à CKOI-FM en 1984. Elle sera, d'ailleurs, l'émission la plus écoutée de l'antenne à l'époque. Ils lancent, en 1986, leur premier album, The Disque, une compilation de leurs meilleurs sketches et chansons.

### La télévision (1986-1990)
La même année, le groupe est recruté par Guy Fournier, directeur de la programmation à Télévision Quatre Saisons, qui voit en eux la fougue qu'il souhaite insuffler au tout nouveau réseau. RBO profite largement de la latitude qui leur est accordée, n'épargnant personne au passage, pas même les commanditaires du réseau (une parodie d'Ultramar, Ultramarde, ne sera cependant jamais diffusée). Leur humour parfois bas choque plusieurs personnes; Claude Jasmin attaque ouvertement le groupe dans une lettre ouverte publiée dans les journaux.
Au début de la deuxième saison à TQS, en 1987, Richard Z. Sirois quitte le groupe (mais participe à quelques sketches) et Chantal Francke prend sa place. Le 31 décembre, RBO présente son spécial de fin d'année, La Grande liquidation des Fêtes, qui réussit l'exploit de battre le célèbre Bye Bye de Radio-Canada.
En 1987, à la suite de leur tournée de spectacles mis en scène par Louis Saia, RBO lance l'album The Spectacle.
En 1988, RBO passe au réseau TVA et y présente, en fin d'année, une nouvelle Grande liquidation des Fêtes, incluant un sketch intitulé Le 4e Reich, simulant le sort des anglophones au Québec dans un futur rapproché. Le sketch, d'après le roman émouvant de John Parano, met en scène des camps de concentration où les anglophones sont torturés et assimilés par de sadiques Québécois francophones, sous la supervision du « fourreur », Robert Bourassa. Bien que conçues comme une satire de la paranoïa manifestée par la communauté anglophone du Québec face à la loi 101 [réf. nécessaire], les références humoristiques à l'Holocauste juif causeront l'annulation de la reprise de l'émission [réf. nécessaire].
L'expérience ne refroidit toutefois pas l'irrévérence du groupe, qui continue à pondre plusieurs autres sketches controversés, dont Antipalestine, parodie d'une publicité d'Antiphlogistine (« on enduit la région endolorie, puis on applique une répression »). Lors du Vendredi saint, il présente trois courts sketches sur la flagellation du Christ (dont une publicité de Xerox employant le Saint-Suaire), ainsi qu'un plus long sketch, Super Jésus, où l'on peut voir le Christ reluquer une fille et s'allumer une cigarette. Lettres et appels de protestation s'ensuivent.
En 1989, RBO lance Pourquoi chanter ?, un album exclusivement composé de chansons originales, dont Bonjour la police, I want to pogne et Re fe le me le. Cet album a été certifié disque d'or six semaines après sa sortie.
Le groupe effectue son départ de la télévision en 1990, après une troisième et dernière Grande liquidation des Fêtes.

### La suite (1990-1995)
À la suite de son départ de la télévision, RBO entreprend une tournée de deux ans, Bêtes de scène, qui attirera plus de 200 000 spectateurs au Québec et au Nouveau-Brunswick.
Dans l'entre-temps, le groupe célèbre son dixième anniversaire en 1991 avec l'album Anthologie du plaisir, une compilation de chansons provenant des séries radio et télévision.
Après Bêtes de scène, RBO retourne à la radio avec une émission quotidienne sur le réseau Radio-Mutuel (maintenant Énergie), attirant plus de 750 000 auditeurs. Deux albums regroupant leurs meilleurs moments sont publiés : Le gros cru et Le gros cru 2. Chantal Francke quitte le groupe par la suite.
En 1994, le quatuor déménage à la Télévision de Radio-Canada, tout d'abord en participant à un spécial intitulé 100 % cru, puis aux commandes de leur propre émission, RBO Hebdo, qui restera à l'affiche pendant un an.
Dans le courant de l'année 1994, le groupe tourne une série de trois téléfilms (Pas de quartier pour monsieur Caron, Vie de bureau, Un jour mon prince viendra), chacun d'une durée d'une heure et présentés en 1996 exclusivement sur les ondes de Super Écran.
La carrière télévisuelle de RBO, en excluant les émissions spéciales et les deux Bye Bye, compte quatre saisons d'une totalité d'environ 142 épisodes, diffusées sur 3 chaînes : 37 épisodes + 13 épisodes Moins Pires Moments à TQS (1986-1987), 21 épisodes + 13 épisodes Moins Pires Moments aussi à TQS (1988), 15 épisodes + 15 épisodes Pot-Pourri à TVA (1989) et 28 épisodes à la SRC (1994-1995).
Leur série télé terminée, les quatre membres de RBO décident mutuellement (le 3 mai 1995) de mettre un terme à leur aventure pour pouvoir se consacrer à des projets personnels.

### Le Retour (2001)
En 2001, pour célébrer le vingtième anniversaire du groupe, ils lancent deux compilations de disques : The Tounes, composé de leurs meilleures chansons (avec deux exclusives : Notre ami Bruno et C'est ta fête), et The Sketches, leurs meilleurs sketches de 1981 à 1998. Ils nous offrent aussi une série de DVD, repris en coffret en 2004, représentant chacun une saison télévisuelle (il y en a quatre).
Leur retour ne représentait pas seulement de nouveaux produits, mais aussi plusieurs apparitions à la télévision (dans Méchante Semaine, La Fureur), la télédiffusion de leur Musicographie et surtout RBO : The Documentaire, une série de cinq documentaires sur leur carrière, séparée en sujets (politique, personnages, musique, télévision, publicités).

### Bye Bye 2006
En 2006, pour souligner leur 25e anniversaire, RBO effectue un retour à la télévision en tant que groupe humoristique. En effet, la Société Radio-Canada les a recrutés pour coproduire et réaliser le Bye Bye 2006, une émission humoristique de fin d'année, en compagnie entre autres d'un ancien membre des Chick'n Swell, Simon-Olivier Fecteau. Cette émission a attiré plus de 2,61 millions de téléspectateurs, soit 88 % des parts de marché des années précédentes.

### Bye Bye 2007
En 2007, RBO est revenu à 23 h pour une émission de fin d'année. Ils ont reçu comme invités Véronique Cloutier, Mahée Paiement, Mes Aïeux, et plusieurs autres.
On retrouve deux ou trois personnages des anciennes séries. Le groupe s'est ensuite mérité l'Olivier du meilleur programme de télévision de l'année dans la catégorie Variété Humoristique.

### Tout le monde en parle: Spécial du 31 décembre 2009
Le 31 décembre 2009, les membres de RBO réunis à l'occasion de l'émission spéciale de Tout le monde en parle ont présenté six parodies, la guerre des glands (La guerre des clans), pub de Sylvain Cossette, le voyage de Guy Laliberté, Pour jamais, les Canayens ! (film Pour toujours, les Canadiens ! et l'organisation des Canadiens de Montréal), le maire de Québec, Régis Labeaume, pour finir avec Rot Band : Les Bidules (Les Beatles).

### Spectacle The Tounes (Juste pour rire)
Spectacle gratuit 23 juillet 2014: dans le cadre du Festival Juste pour rire, le groupe a offert à Montréal un spectacle gratuit sur la place des festivals. Il s'agit d'un premier spectacle avec les membres de RBO depuis 1990. À la suite du succès de cette soirée, plusieurs personnes demandent maintenant une tournée québécoise du groupe.
Au Centre Bell, ils sont en spectacle pour une deuxième année consécutive durant le Festival Juste pour rire, soit le 10 et 11 juillet 2015.

## Collaborations
Les membres du groupe n'ont toujours pas cessé de travailler ensemble depuis la fin en 1995. Voici une liste des collaborations qui ont été effectuées par les différents membres :
- Un gars, une fille (série originelle)
- Tout le monde en parle (version québécoise)
- Le film Camping sauvage
- Le film Tous à l'Ouest : Une aventure de Lucky Luke (version doublée au Québec)

## Discographie
- 1981 : La Cassette de farces
- 1986 : The Disque
- 1987 : The Spectacle
- 1989 : Pourquoi Chanter ?
- 1991 : Anthologie du Plaisir
- 1992 : Le Gros Cru
- 1993 : Le Gros Cru 2
- 2001 : The Tounes
- 2001 : The Sketches
- 2006 : The Tounes + The Sketches
- 2006 : The Disque

## Personnages et interprétationscélèbres[Information douteuse]
- Si vous ne connaissez pas le sujet, laissez ce bandeau (vous pouvez alors contacter les auteurs).
- Si vous supprimez le contenu mis en cause (vous pouvez préalablement contacter les auteurs),

argumentez précisément cette suppression dans la page de discussion
(un manque de référence n'est pas un argument ; une recherche réelle de référence doit avoir été effectuée, être formellement documentée).

### Guy A. Lepage

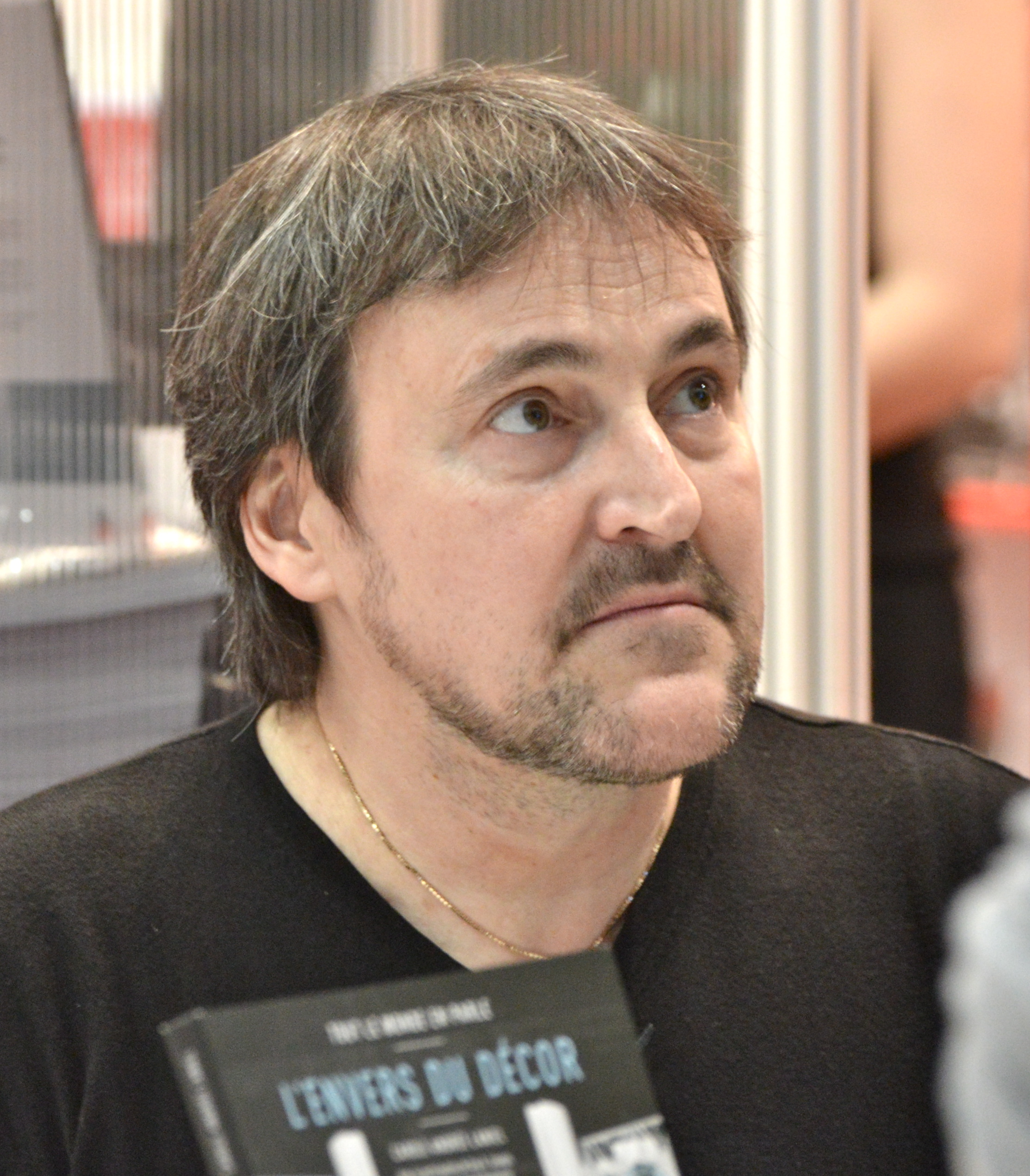
Guy A. Lepage

- Madame Brossard. C'est une vieille dame de Brossard dont la phrase fétiche est : « Oui, Allô ! »
- Max (assistant de Jack Travis)
- Super Jésus (Jésus en super-héros)
- Kaaaaaarine (fille « attrayante »)
- Ben Bigras (analyste sportif et ancien sportif)
- Mme Bellavance (Organiste à la messe)
- Robine (dans le sketch « Robine et Térébenthine »)
- Steve (AYOOOOOOOOOYE ! - Parodie de « Rock »)
- Tito Slomo (un des fils de Bozo Slomeau)
- Jean Lanone (Les Bidules)
- Kowalski (dont la célèbre phrase est « Oui, Amiral Nelson ! » dans le sketch « Voyage au fond du fleuve »)
- Gratien Tousignant (journaliste)
- Céline Dion (célèbre chanteuse)
- Tristan (dans « Zizanie »)
- Épaisse (caissière chez Wal-Mart)
- Maman Taillefer

### Yves P. Pelletier

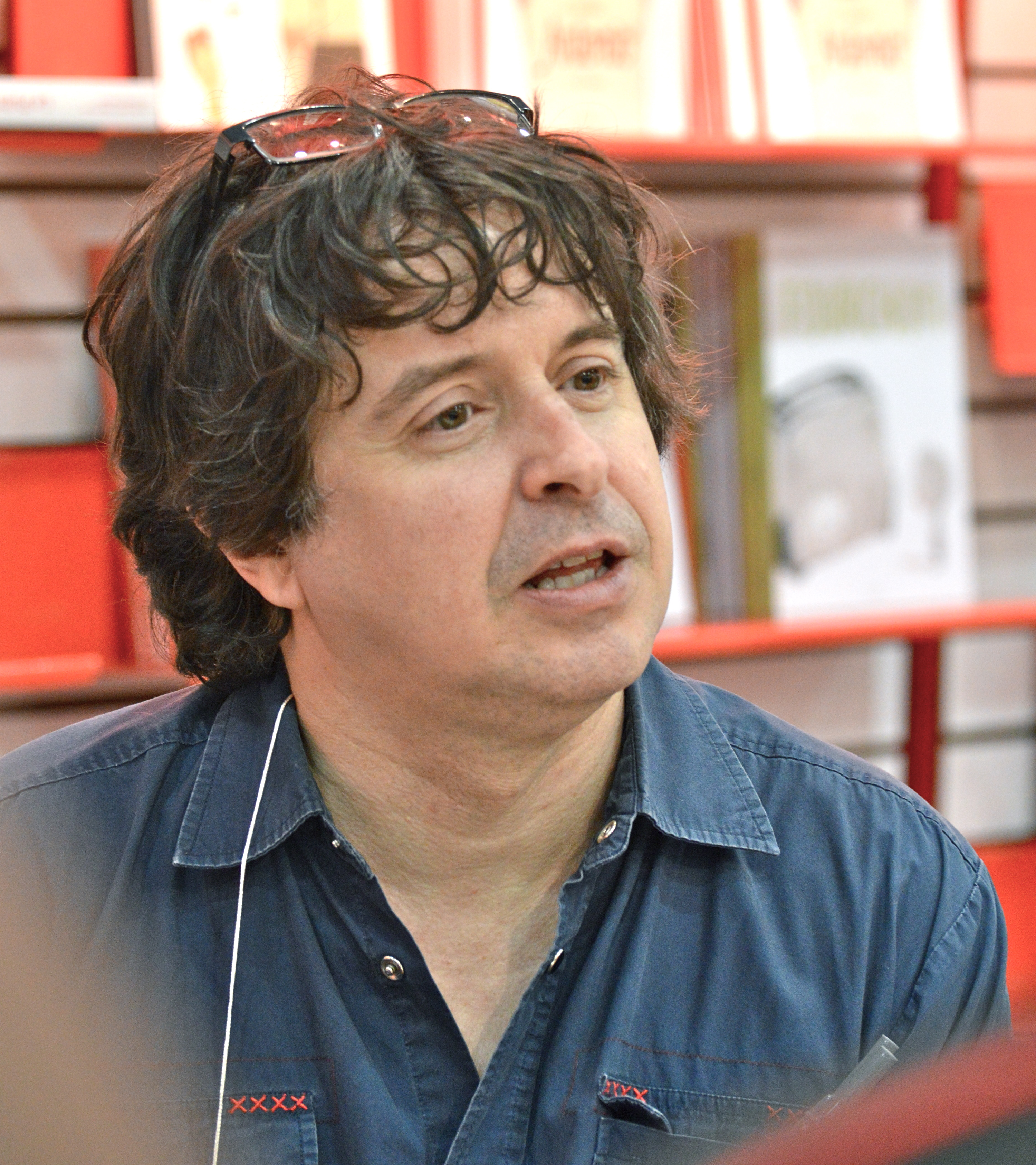
Yves Pelletier

- Monsieur Caron. C'est un vieillard un peu sourd d'oreille et confus qui marche avec une canne. Il mange de la nourriture pour chat, parce qu'il est très pauvre. Dans la série, Monsieur Caron semble hypocondriaque et sa bru s'occupe de ses chèques de pension, en lui volant son argent.
- Stromgol (extra-terrestre)
- Le curé pour les sourds (Inspiré du père Leboeuf)
- René Homier-Roy (Journaliste et animateur)
- Gaétan Ducoin (détenteur d'un dépanneur, acolyte de Roch Voisin)
- Donato Bilodeau (Information Voyages)
- Damien Bouchard (Souverainiste qui anticipe : "Le pays en 2012...le pays en 2012 !")
- Dagnel Spécifité (inspiré du magasin de vêtements Daniel Spécialités)
- Caphar-Naum (ancien prisonnier drogué et maintenant éveillé spirituel)
- Térébenthine (dans le sketch « Robine et Térébenthine »)
- Cherze Siachon (Serge Chiasson, le dyslexique)
- Lieutenant Boulianne (policier)
- Christine (dans « Zizanie »)
- Marc Gagnon (Personnage de Snappe pis Bourdonne (Lance et compte))
- Bright Wilson (jeune homme qui travaille dans une quincaillerie)
- Paul Mercantile (Les Bidules)
- Wayne Gretzky (célèbre joueur de hockey)
- Inspecteur Magouille du Federal Bureau of Investigation (dans Jack Travis)
- Passe-Montagne (Personnage dans Passe-Partout)
- Marie-Tourtière Taillefer (Marie-Josée Taillefer)
- Patrice LePlastron et Bonzo Gariépy (Génies en Herbe)
- Côtelette Provencher (Colette Provencher)
- Sophie Thiboute (Sophie Thibault)
- Neuron Fournier (Ron Fournier)
- Gilles-Paul Pleau (Poète)
- Gary Bolduc (mini-putt)
- Pierre Elliott Trudeau (Histoire du Québec,1971-1980)

### Bruno E. Landry
- Chef Marcel Groleau. C'est un chef cuisinier moustachu faisant des plats très peu ragoutants et il est célèbre aussi pour son Crastillon, un ingrédient immonde qu'il met dans ses plats.
- Ringo Rinfret (chanteur crooner)
- Bozo Slomo (père de famille)
- René Simard (chanteur)
- Roger Motte (personnage qui représente bien le modèle d'un mononcle)
- Robert Viau (Information Voyages)
- Sergent Bigras. C'est un policier fréquemment invité à l'émission Bonjour la Police.
- Éric Émoglobul (réalisateur français ou spécialiste d'ésotérisme, selon le sketch)
- Daniel Boune (tiré de la célèbre émission Daniel Boone)
- Bouche-trou (Charles Tisseyre)
- Charles-Henri (dans « Zizanie »)
- M.Stone (Père de Kitty)
- Gilles Proulx (animateur de radio)
- Frank Saputo (malfrat dans Jack Travis)
- Claude Blanchard (célèbre comédien québécois)
- Suzie Lambert (personnage de Snappe pis Bourdonne (Lance et compte))

### André G. Ducharme
- Jack Travis (détective)
- Roch Voisin (acolyte de Gaétan Ducoin)
- Danny Legros (analyste sportif)
- Le Père d'autrefois (père sévère d'une famille pauvre)
- Rex (chien de la police)
- René Lecavalier (Commentateur sportif)
- André Frustré (joueur de quilles)
- Rosario Slomo (fils de Bozo Slomeau)
- Ringo L'Étoile (Les Bidules)
- Alien Monpetit (Ciné-Quiz)
- Pierre Lambert (Personnage dans Snappe pis Bourdonne (Lance et compte))
- Le répondeur (répondeur de différentes compagnies)
- Passe-Partout (célèbre personnage pour enfants)
- Le curé (caricature d'un curé)
- Gilles Labotte (chanteur country)
- Mitsou (chanteuse québécoise)
- Pierre-Paul (dans « Zizanie »)
- Killer Manzaret (Génies en Herbes)

### Richard Z. Sirois
- Gaston Mantha (pro du jeu Action-Contraction)
- George Hérisson (Les Bidules)
- ChaCha Proulx (animateur de « Danse sociale »)
- Denis Boulotte (joueur de mini-putt)
- L'espion canadien (espion canadien dans « Zizanie »)
- Wally Plourde (élève de St-Jean-de-Bosco)
- Gilles Guilbault (personnage dans Snappe pis Bourdonne (Lance et compte))
- Richard Z. Sirois (son propre rôle)

### Chantal N. Francke
- Mulo (chanteuse française)
- Jumbo Slomeau (femme de Bozo Slomeau)
- La Mère d'autrefois (mère d'une famille pauvre)
- Madame Charretier (directrice de l'Institut des langues Charretier)
- Reine Malo (animatrice)
- Kitty (fille à papa)
- Linda Hébert (rôle dans Snappe pis Bourdonne (Lance et compte))
- Madonna (chanteuse)
- Jenny Harp (épouse de Frank Saputo dans Jack Travis)
- Nathalie Simard (chanteuse)
- Ingrid (dans « Zizanie »)
- Nathalie Petrowski (Journaliste et critique)
- Passe-Carreau (personnage dans Passe-Partout)
- Madeleine Roy (inspiré de Caméra 89)

## Chanson thème
La chanson thème de la première série télévisée (1986), et donc aussi celle du Bye Bye 2006, est inspirée de la chanson Roquet belles oreilles, écrite par Jacques Michel pour le groupe yéyé Les Lutins, qui l'endisqua en 1986 : les lignes du refrain qui disent «Rock et Belles Oreilles», suivies de cinq syllabes chacune, suivent un rythme similaire sur une autre mélodie, alors qu'une autre section rappelle le passage Oh my darling Clementine à l'intérieur de la chanson Roquet belles oreilles. Cependant, le refrain de la chanson thème ressemble étonnamment beaucoup plus à une chanson japonaise pour enfants, Ningen tte-iina (にんげんっていいな), parue en 1984. 
La chanson thème a été jouée par Patrick Bourgeois, le chanteur du groupe Les BB.